# Pueblo taita
El pueblo taita es un subgrupo bantú también conocido con los etnónimos teita, wateita, wataita o dabida-taita. Sus comunidades habitan los valles y laderas de las colinas Taita, rodeadas por  el desierto de Nyiri, en el condado de Taita-Taveta, Kenia. Desarrollan una técnica de agricultura intensiva que les permite explotar plantaciones de bananas, caña de azúcar y ñame en terrenos fértiles pero poco extensos. Estos establecimientos también incluyen la cría de ganado. Hablan taita, una lengua derivada del bantú costero. Se estima que hay 360.000 hablantes de esta lengua en Kenia y 28.000 en la vecina Tanzania.

## Idioma

Situación del condado de Taita-Taveta en Kenia

El idioma y dialectos taita también comprenden el bura, chawia, dabida, davida, dawida, kasigau, kidabida, kitaita, mbale, mbololo, mwanda, teita o werugha.

## Sociedad

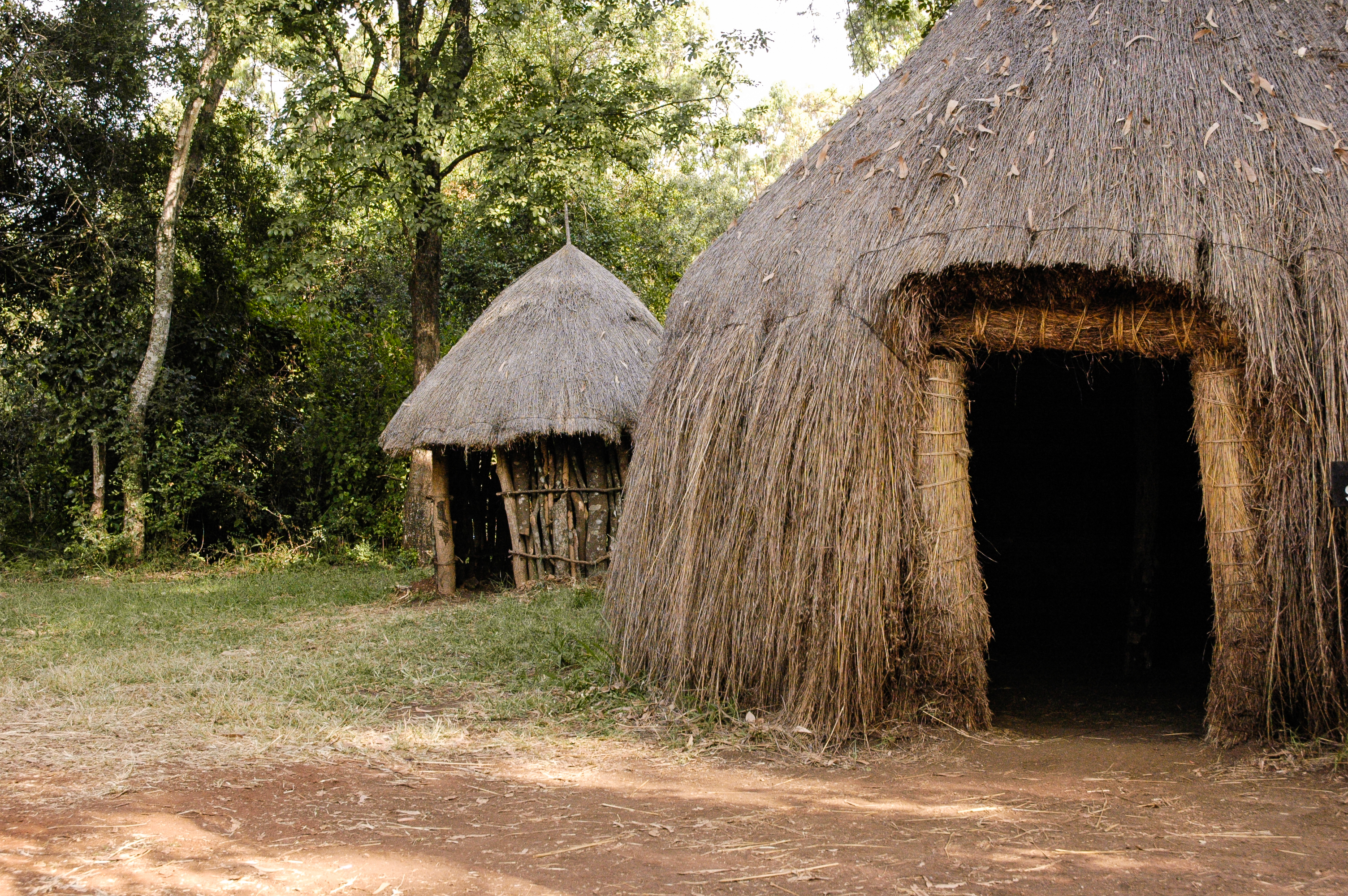
Viviendas tradicionales en una finca tiata

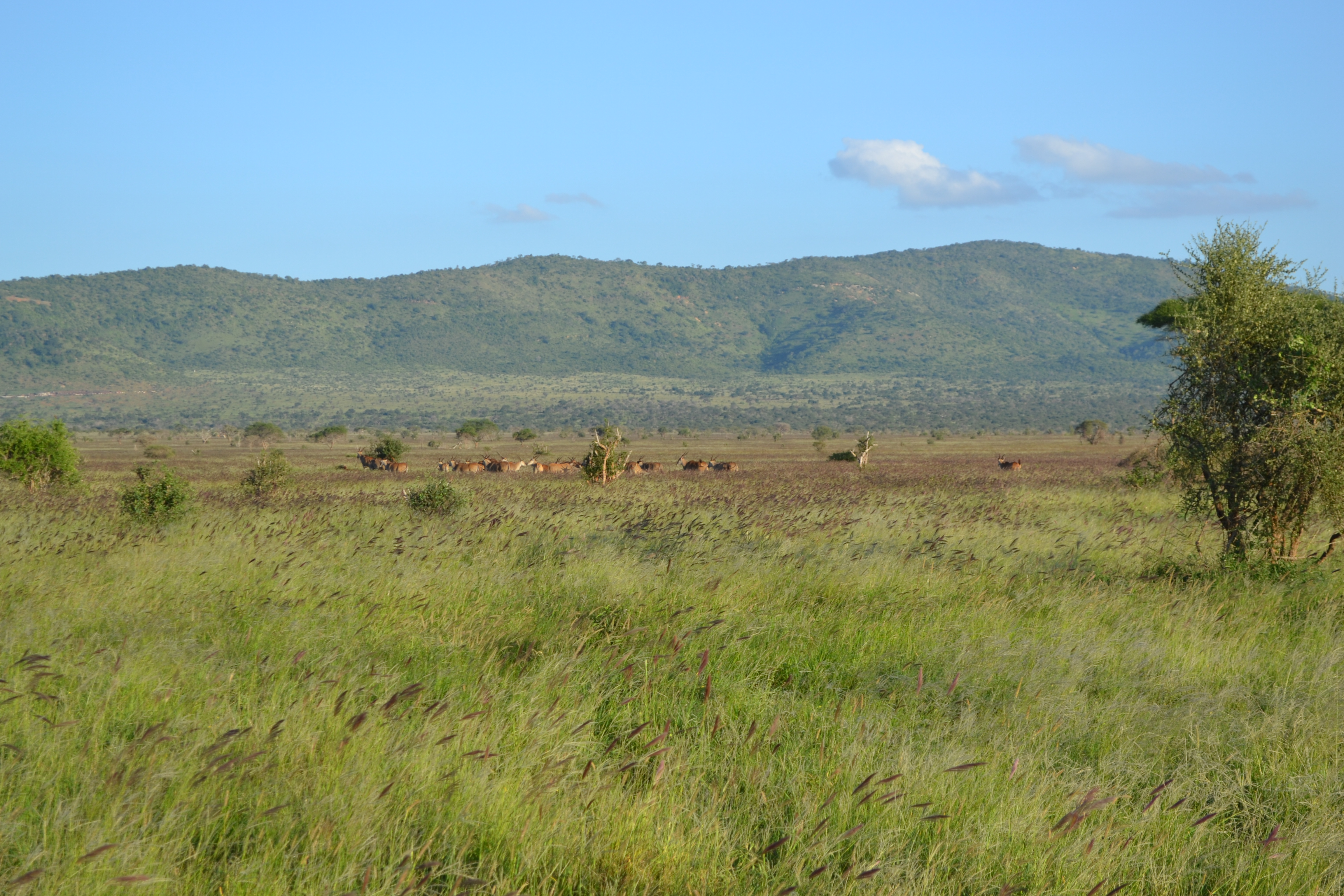
Panorámica de la zona de Sabana bajo las colinas Taita

Ocuparon las tierras altas de las regiones de Dawida, Saghala y Kasigau, un lugar estratégico para el paso de las rutas de caravanas que unían la costa con el Kilinmanjaro y lago Victoria. El paso de viajeros, comerciantes, exploradores y misioneros fue enriqueciendo la cultura labriega de los taita.
Originariamente fue de los pocos grupos bantúes en desarrollar un sistema de regadío innovador que permitió el cultivo maíz, cazabe, mijo y caña de azúcar.
La agricultura influyó en el conjunto de creencias y rituales que forman su tradición. También, junto con las características orográficas de las tierras altas, influyó en su organización social y territorial. Sus fincas familiares incluyen los terrenos de cultivo. Cada zona responde a un linaje o un grupo de linajes emparentados que se organizan social y políticamente en barrios.
Las tareas agrícolas se reparten casi sin diferencias entre hombres y mujeres. En el siglo XX se montaron cooperativas de producción y distribución de los cultivos taita que se orientaron para su venta a los mercados de Voi y Mombasa.
Están emparentados y comparten vecindad con los pueblos igembe, mero, tharaka, chuka, embu, mbeere, kikuyu, pokomo, mijkenda, pare y taveta.

## Religión
El 80% de las personas del pueblo taita está adherida a alguna iglesia cristiana. Existe una pequeña comunidad islámica, equivalente al 10% de los taita. Las tradiciones espirituales africanas se mantienen vigentes.